# Alopecia X

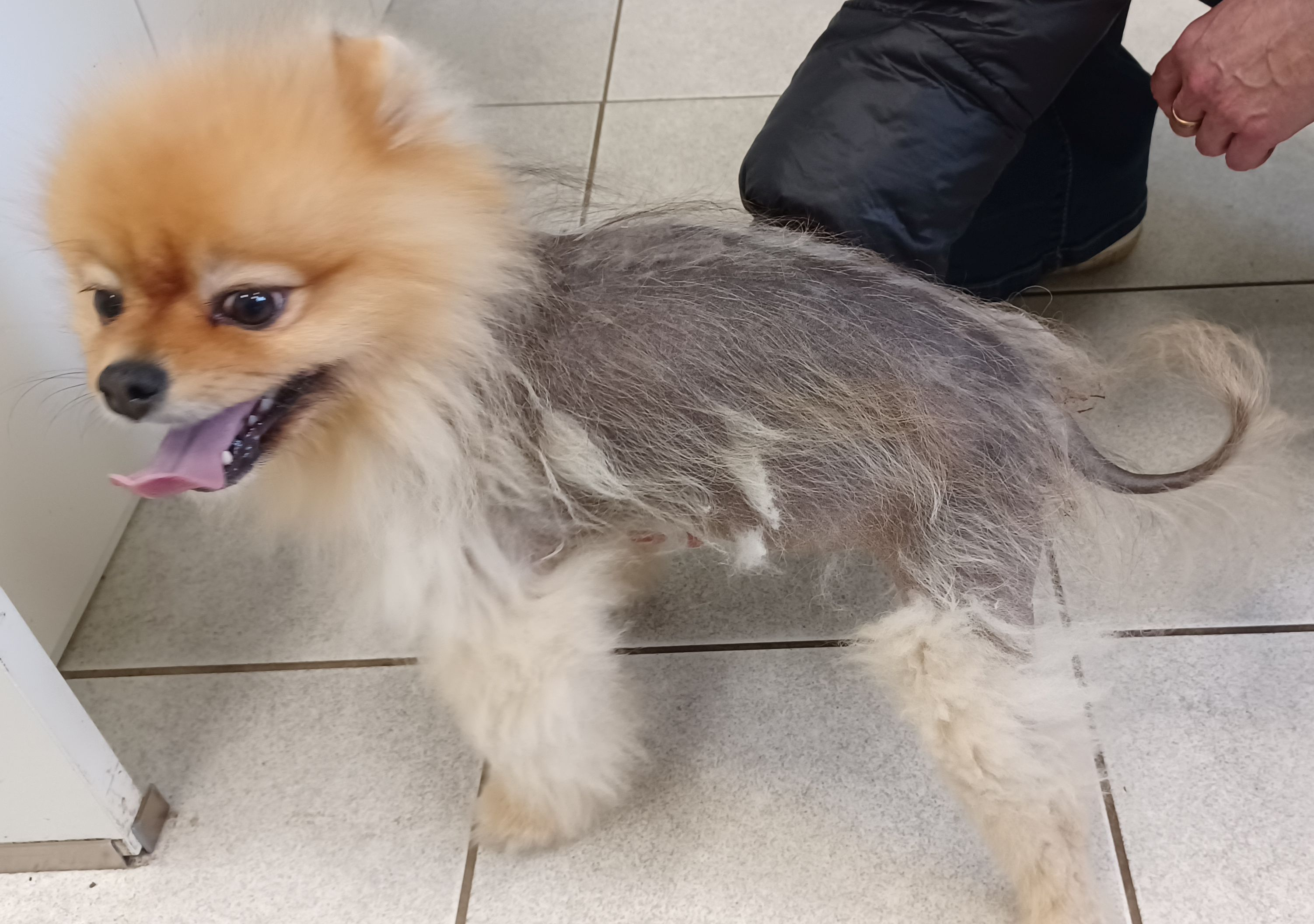
Alopecia X bei einem Pomeranian

Die Alopecia X ist eine Krankheit bei Haushunden, die durch einen schrittweisen Haarausfall (Alopezie) am Hals und Rumpf gekennzeichnet ist. Die Ursache und genaue Pathogenese ist nicht bekannt. Vermutet wird ein fehlender Übergang von der Ruhe- (Telogen) in die Wachstumsphase (Anagen) des Haares. Betroffen sind vor allem Hunderassen mit einem sehr dichten Fell wie Chow-Chow, Samojede, Zwergpudel oder Zwergspitz, Fälle sind aber auch für den Dackel, Jack Russell Terrier und Golden Retriever beschrieben. Die Haut und das Haarkleid der übrigen Hautregionen wirken trocken und stumpf.
Auszuschließen sind vor allem die Schilddrüsenunterfunktion, die Nebennierenüberfunktion, der Hyperöstrogenismus und die Post-clipping Alopezie.
Die Alopecia X spricht auf verschiedene Therapien an. Die Gabe von Testosteron, Östrogenen, Wachstumshormon, Mitotan oder Trilostan sowie eine Kastration oder ein Trauma der Haut (beispielsweise eine Biopsie) führen häufig zu einem Wiedererscheinen der Haare. Vermutlich führen sie alle zu einem erneuten Anlaufen des Haarzyklus, der aber beim nächsten Fellwechsel wieder abbrechen kann.